# 曲池穴
曲池穴是属于手陽明大腸經的腧穴，是大腸經的合穴。

## 釋名
曲池位於肘部屈曲凹陷處，形狀如池，故得名。又名陽澤、鬼洼。

## 定位
尺澤與肱骨外上髁連線中點。

## 主治
皮膚病、外感表症、頭面咽喉病症。為祛風要穴。

## 操作
直刺1-1.5寸；可灸。